# Волла
Волла (итал. Volla) — город в Италии, располагается в регионе Кампания, в провинции Неаполь.
Население составляет 23 251 человек (на 2004 г.), плотность населения составляет 3568 чел./км². Занимает площадь 6 км². Почтовый индекс — 80040. Телефонный код — 081.
Покровителем города почитается Архангел Михаил. Праздник ежегодно празднуется 29 сентября.